# Josh et S.A.M.
Pour plus de détails, voir Fiche technique et Distribution.
Josh et S.A.M. (Josh and S.A.M.) est un film américain réalisé par Billy Weber (en), sorti en 1993.

## Fiche technique
- Titre original : Josh and S.A.M.
- Titre français : Josh et S.A.M.
- Réalisation : Billy Weber (en)
- Scénario : Frank Deese
- Photographie : Don Burgess
- Musique : Thomas Newman
- Pays d'origine :  États-Unis
- Format : Couleur - Dolby
- Genre : Comédie dramatique, Film d'aventure
- Durée : 96 minutes
- Dates de sortie : 
  - États-Unis : 24 novembre 1993

## Distribution
- Jacob Tierney : Josh
- Noah Fleiss : Sam
- Martha Plimpton : Alison
- Stephen Tobolowsky : Thom Whitney
- Joan Allen : Caroline
- Chris Penn : Derek Baxter
- Maury Chaykin : Homme aux pizzas
- Ronald Guttman : Jean-Pierre
- Udo Kier : Directeur de salon
- Sean Baca : Curtis Coleman
- Jake Gyllenhaal : Leon Coleman
- Anne Lange : Ellen Coleman
- Ann Hearn : Professeur
- Christian Clemenson : Policier
- Allan Arbus : Homme d'affaires
- Brent Hinkley : Bill
- Danny Tamberelli : Garçon roux
- Amy Wright : Serveuse
- Annie McEnroe : Femme à la laverie